# Willie Redpath
Pour les articles homonymes, voir Redpath.
William Yates Redpath, couramment appelé Willie Redparth, est un footballeur international écossais, né le 8 août 1922, à Stoneyburn, West Lothian et décédé le 20 janvier 1989 . Évoluant au poste de milieu gauche, il est particulièrement connu pour ses saisons à Motherwell, club où il passa la presque totalité de sa carrière.
Il compte 9 sélections en équipe d'Écosse.

## Biographie

### Carrière en club
Natif de Stoneyburn, West Lothian, il est formé dans le club de Polkemmet FC avant de s'engager comme professionnel avec Motherwell en 1946. Il y restera 10 saisons, soit la quasi-totalité de sa carrière qui aura duré 11 saisons en tout, y jouant 227 matches de championnat pour 19 buts inscrits.
Avec Motherwell, il remportera une Coupe d'Écosse en battant Dundee 4-0 en finale en 1952 (il a inscrit l'un des quatre buts de son équipe). L'année précédente, il avait aussi atteint la finale, mais avait perdu 1-0 face au Celtic.
En 1956, il quitta Motherwell pour s'engager pour Third Lanark où il ne restera qu'un an avant de mettre un terme à sa carrière professionnelle.
Il fit par la suite un temps partie de l'équipe dirigeante d'Hibernian.

### Carrière internationale
Willie Redparth reçoit 9 sélections en faveur de l'équipe d'Écosse. Il joue son premier match le 23 octobre 1948, pour une victoire 3-1, au Ninian Park de Cardiff, contre le Pays de Galles en British Home Championship. Il reçoit sa dernière sélection le 5 avril 1952, pour une défaite 1-2, à l'Hampden Park de Glasgow, contre l'Angleterre en British Home Championship. Il n'inscrit aucun but lors de ses 9 sélections.
Il participe avec l'Écosse aux British Home Championships de 1948, 1949, 1951 et 1952.

## Palmarès
- Motherwell :
  - Vainqueur de D2 écossaise en 1953-54
  - Vainqueur de la Coupe d'Écosse en 1952
  - Vainqueur de la Coupe de la Ligue écossaise en 1951
  - Finaliste de la Coupe d'Écosse en 1951
  - Finaliste de la Coupe de la Ligue écossaise en 1954
  - Vainqueur de la Lanarkshire Cup (en) en 1950, 1952, 1953, 1954, 1955 et 1956